# Titane (film)
Titane è un film horror del 2021 scritto e diretto da Julia Ducournau.
Il film ha vinto la Palma d'oro al 74º Festival di Cannes (rendendo Julia Ducournau la seconda donna a vincere tale premio)  ed è stato anche scelto per rappresentare la Francia nella categoria Miglior Film Internazionale alla 94ª edizione dei Premi Oscar.

## Trama
Da bambina, Alexia rimane vittima di un incidente stradale, in seguito al quale le viene impiantata una placca di titanio in testa.
Da adulta, Alexia lavora come ballerina sexy in un locale in cui lei e le sue colleghe si esibiscono proprio su automobili per le quali ha un debole. Infatti una notte, attirata fuori casa, ha un rapporto sessuale proprio con una macchina. Nel frattempo la ragazza è diventata anche una serial killer, prediligendo come arma dei suoi delitti un fermacapelli e come vittime le persone che vorrebbero avere rapporti sessuali con lei, siano essi uomini o donne. Alexia non ha un grande rapporto neanche con i genitori: ignora il padre, che era con lei nel momento del fatidico incidente, ed è infastidita dalle attenzioni della madre. Però, mentre è con i suoi genitori, Alexia lamenta strani dolori all'addome: scopre dunque di essere incinta e prova ad abortire da sola autolesionandosi, ma fallendo.
Tra gli spasimanti di Alexia si presenta anche Justine, sua collega al locale, notata da Alexia per via di vistosi piercing sul seno. Durante una festa privata, Alexia mette in atto una strage, trucidando Justine e altri invitati, lasciandosi sfuggire tuttavia una di loro che dà l'allarme. Prima che la polizia possa braccarla, Alexia dà fuoco alla sua casa con i genitori dentro affinché muoiano.
Alexia raggiunge dunque una stazione con l'autostop e scopre che il suo volto è stato indicato su vari schermi come quello di una persona ricercata. Nota tuttavia anche i volti invecchiati digitalmente di alcuni bambini scomparsi molti anni addietro: uno di loro, Adrien, le somiglia incredibilmente. La giovane donna decide dunque di travestirsi da ragazzo nascondendo seno e addome e di presentarsi alla polizia affermando di essere proprio Adrien.
Vincent (padre di Adrien), capo pompiere con una squadra di compagni al suo servizio, viene convocato e porta Alexia a casa con sé senza volere il test del DNA. Ne deriva un rapporto altalenante: Vincent, che di per sé affronta alcune sue problematiche dovute all'impatto psicologico dell'invecchiamento, sembra presto rendersi conto che qualcosa non va, ma lo accetta comunque pur di avere qualcuno al suo fianco.
Alexia dal canto suo fatica a continuare a nascondere la propria natura, ma non riesce né a scappare né a uccidere l'uomo, il tutto mentre alcuni dei pompieri colleghi di Vincent iniziano a notare qualche stranezza e la stessa madre di Adrien (da anni separata dall'ex marito) riesce a scoprire l'effettiva natura della ragazza vedendola nuda. La maschera a questo punto cala: Alexia rivela la propria femminilità esibendosi sulla camionetta dei pompieri per il resto della squadra in una sorta di visione/presa di coscienza, tanto che Vincent (nella visione) tenta di darsi fuoco, ma infine decide comunque di aiutarla a partorire. Alexia alla fine confessa il proprio nome, ma muore di parto e, nell'ultima scena, si lascia intendere che Vincent accudirà il bambino metà umano e metà macchina.

## Produzione

### Cast
Nel settembre del 2019, è stato annunciato la partecipazione di Agathe Rousselle e Vincent Lindon al cast del film, con Julia Ducournau come regista e sceneggiatrice.

### Riprese
Le riprese del film sarebbero dovute iniziare già nell'aprile del 2020, ma sono state interamente posticipate, a causa della pandemia di COVID-19, a settembre dello stesso anno. Esse si sono tenute interamente in Francia, precisamente nel territorio dell'Essonne e nel comune di Fleury-Mérogis.

## Promozione
Il teaser trailer del film è stato diffuso online il 21 giugno 2021.

## Distribuzione
Il film è stato presentato in anteprima mondiale il 13 luglio 2021, in concorso alla 74ª edizione del Festival di Cannes, per poi venire distribuito nelle sale cinematografiche francesi da Diaphana Distribution a partire dal 14 luglio 2021. In Italia il film invece è uscito il 1 ottobre dello stesso anno.

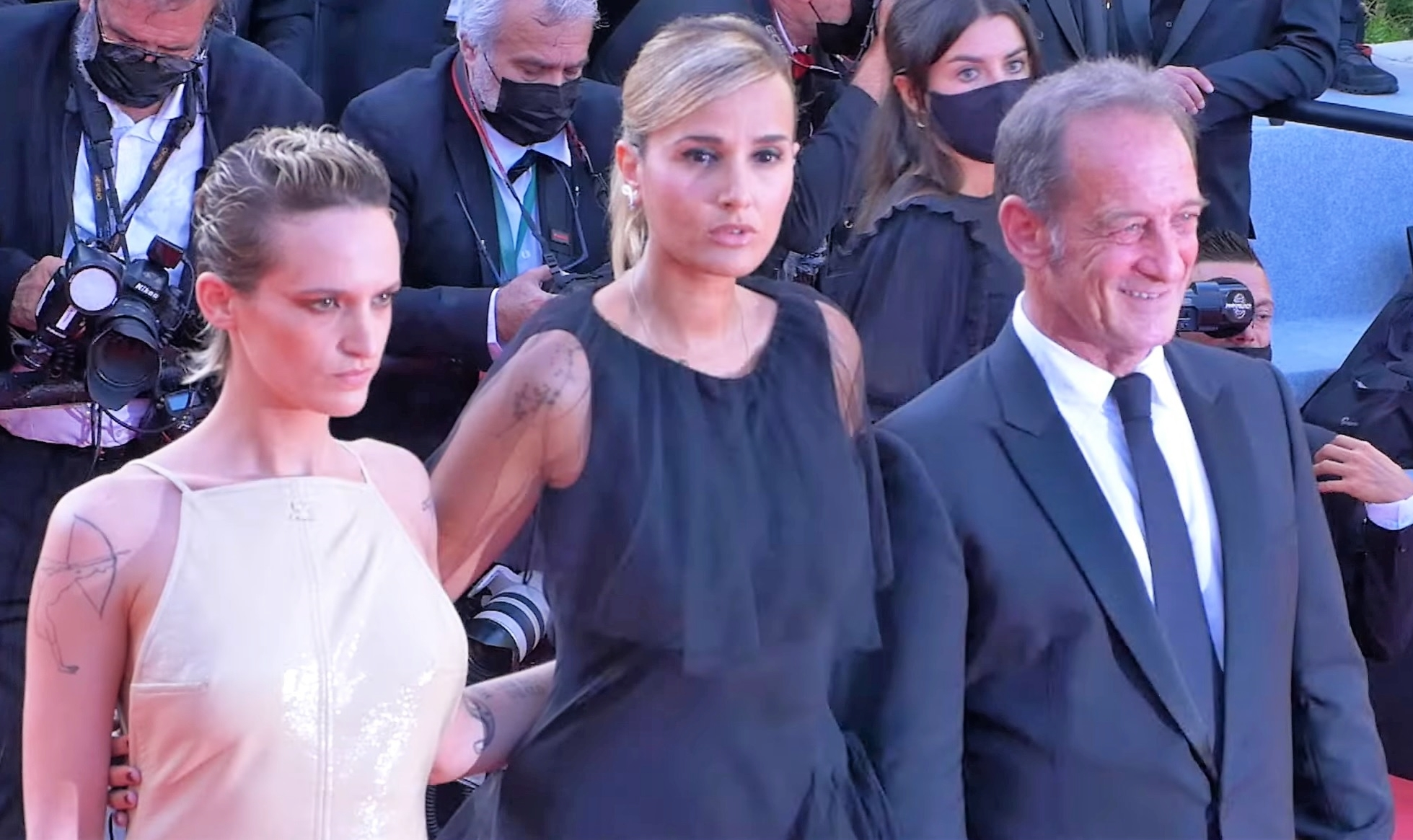
La regista Julia Ducournau, l'attrice protagonista Agathe Rousselle e Vincent Lindon alla premiere del film al Festival di Cannes del 2021

Negli Stati Uniti invece il film è stato distribuito da Neon Productions, a partire dal 10 ottobre.

### Divieti
In Francia, la visione del film è stata vietata ai minori di 16 anni, mentre in Italia è stata vietata ai minori di 18 anni.
Negli Stati Uniti d'America la MPAA ha classificato il film come vietato ai minori di 17 anni non accompagnati da un adulto (R) per scene contenenti forte violenza, materiale inquietante, nudità, sessualità e linguaggio.

### Edizione italiana
La direzione del doppiaggio è di Teo Bellia e i dialoghi italiani sono curati da Marta Buzi per conto della Magmalab Studio che si è occupata anche della sonorizzazione.

## Accoglienza

### Incassi
Guadagnando nella sua prima settimana di proiezioni al botteghino francese più di 500 mila euro, Titane nel resto d'Europa ha incassato circa 3 milioni di dollari, per un totale mondiale di quasi $ 5 milioni, contro un budget di oltre 6.

### Critica
Sul sito web Rotten Tomatoes il film riceve il 89% delle recensioni professionali positive, con un voto medio di 7,80/10, basato su 237 recensioni; mentre su Metacritic il film ottiene un punteggio di 75 su 100 basato su 46 critiche.
Sull'aggregatore francese AlloCiné invece ottiene un punteggio di 3,50 su 5.
La britannica BBC ha assegnato al film un buon voto di 4 stelle su 5, definendolo "il film più scioccante del 2021"; mentre la statunitense Variety ha descritto il film come "un incrocio tra Crash di David Cronenberg e gli orrori di Gozu di Takashi Miike", elogiando anche la Ducournau per la sua scrittura del film.
Anche The Observer ha paragonato il film alla pellicola del 1996 di David Cronenberg, elogiandone la fotografia di Ruben Impens e la profondità emotiva, per poi elencarlo nella sua lista dei migliori film dell'anno; The Independent ha invece elogiato il cast del film, e quindi i 2 attori principali Agathe Rousselle e Vincent Lindon.
Su NME, il film è stato valutato con un perfetto voto di 5 stelle su 5, con la nomenclatura di "capolavoro".
La prima recensione negativa è arrivata dal critico cinematografico Peter Bradshaw che, scrivendo per The Guardian, ha assegnato al film soltanto 2 stelle su 5, paragonandolo negativamente al precedente film diretto da Julia Ducournau, ossia Raw (2016), e affermando: "È sempre così faticoso e grezzo, senza neanche l'ombra dello stile affascinante e ammiccante di Raw!". Così anche su IndieWire il film è stato ampiamente criticato e bocciato come "profondamente misogino e condito con diversa transfobia".

## Riconoscimenti
- 2021 – Festival di Cannes
  - Palma d'oro[28][29]
- 2021 – European Film Awards[30]
  - Miglior trucco a Flore Masson e Antoine Mancini
- 2022 - Premio Magritte[31]
  - Miglior film straniero in coproduzione
  - Migliore fotografia a Ruben Impens
  - Candidatura per la migliore attrice non protagonista a Myriem Akheddiou
- 2022 - Premio César[32]
  - Candidatura per la miglior regista a Julia Ducournau
  - Candidatura per la migliore promessa femminile ad Agathe Rousselle
  - Candidatura per la miglior fotografia a Ruben Impens
  - Candidatura per i migliori effetti visivi a Martial Vallanchon e Olivier Afonso
- 2021 - Los Angeles Film Critics Association[33]
  - Miglior attore a Vincent Lindon